# Hollywood or Bust
Hollywood Or Bust is een Amerikaanse film van Paramount Pictures uit 1956, onder regie van Frank Tashlin en met Dean Martin en Jerry Lewis in de hoofdrollen.

## Verhaal
Malcolm Smith (Jerry Lewis) wint een nieuwe auto in een lokale loterij. Steve Wiley (Dean Martin), een gokker uit New York, claimt echter ook de winnaar te zijn met behulp van een vervalsing van het winnende lot. De loterijorganisator verklaart beide mannen tot winnaars. Zo worden ze beiden eigenaar van de auto.
Steve wil de auto verkopen maar Malcolm wil ermee naar Hollywood om actrice Anita Ekberg te ontmoeten. Steve beweert haar te kennen en stemt in om Malcolm naar Hollywood te brengen. In het geheim wil hij de auto onderweg stelen. Dit plan verloopt echter allesbehalve soepel omdat Malcolm zijn hond meeneemt, een Deense dog genaamd Mr. Bascomb. Deze weerhoudt Steve er meerdere malen van de auto te stelen.
Onderweg pikt het duo Terry op, een danseres die op weg is naar haar nieuwe baan in Las Vegas. Eenmaal daar wint Malcolm 10.000 dollar in een casino. De vrouw van zijn dromen, Anita Ekberg, blijkt ook in het casino te zijn. Malcolm kan haar nu eindelijk ontmoeten.
Steve begint ondertussen bij te draaien. Niet alleen besluit hij niet langer te proberen de auto te stelen, hij vraagt ook Terry ten huwelijk. Dan bekent Malcolm dat hij al zijn gewonnen geld heeft verpatst aan een cadeau voor Anita. Steve besluit haar te volgen om het cadeau terug te halen. Ze volgen haar naar Paramount Pictures. Anita stemt toe het geschenk terug te geven, op voorwaarde dat Mr. Bascomb meespeelt in haar volgende film.

## Rolverdeling
| Acteur                     | Personage     |
| -------------------------- | ------------- |
| Dean Martin                | Steve Wiley   |
| Jerry Lewis                | Malcolm Smith |
| Pat Crowley                | Terry Roberts |
| 'Slapsie Maxie' Rosenbloom | Bookie Benny  |
| Anita Ekberg               | zichzelf      |

## Achtergrond
Vijf maanden vóór de productie van de film waren Jerry Lewis en Dean Martin, die voorheen het komisch duo 'Martin & Lewis' vormden, uit elkaar gegaan. Speciaal voor de film kwamen ze weer even bijeen. Dit was hun laatste film samen. Lewis schreef later in zijn autobiografie dat hij en Martin buiten de opnames om, geen woord met elkaar spraken op de set. Lewis beweerde tevens dat dit de enige van zijn films is die hij nog nooit heeft gezien, omdat het voor Lewis "te pijnlijk om te bekijken" was.
De scènes in Las Vegas werden opnieuw verwerkt in de film The Godfather.